# Armoriale dei comuni dell'Eure
Questa pagina contiene le armi (stemma e blasonatura) dei comuni dell'Eure.
| Stemma | Nome del comune e blasonatura |
| ------ | --- |
|        | Amfreville-la-Campagne D'azur aux trois glands d'or à la coque de sinople (d'azzurro, a tre ghiande d'oro, con la cupola di verde) |
|        | Les Andelys Parti, au premier d'argent, à deux grappes de raisin de sable, dont une en pointe défaillante à senestre ; au deuxième d'azur, à deux tours d'argent, dont une en pointe défaillante à dextre ; au chef de gueules, chargé de trois fleurs de lis d'or (partito: nel 1° d'argento, a due grappoli d'uva di nero, uno dei quali in punta mancante a sinistra; nel 2° d'azzurro, a due torri d'argento, di cui una in punta mancante a destra; al capo di rosso, caricato di tre gigli d'oro) Forma semplificata : D'argent, à trois grappes de raisin de sinople, deux en chef et une en pointe (d'argento, a tre grappoli d'uva di verde, due in capo e uno in punta) |
|        | Grand Andelys D'argent à trois grappes de raisin de sable ; le chef de gueules chargé de trois fleurs de lys d'or (d'argento, a tre grappoli d'uva di nero; al capo di rosso caricato di tre gigli d'oro) |
|        | Petit Andelys D'azur à trois tours d'argent ; le chef de gueules chargé de trois fleurs de lys d'or (d'azzurro, a tre torri d'argento; al capo di rosso caricato di tre gigli d'oro) |
|        | La Barre-en-Ouche d'azur à la barre d'argent accompagnée de trois croissants du même, un contourné en chef, deux tournés en pointe (d'azzurro, alla barra d'argento accompagnata da tre crescenti dello stesso, uno rivoltato in capo e due affiancati in punta) |
|        | Barville D'azur à trois molettes d'or (d'azzurro, a tre rotelle di sperone d'oro) |
|        | Beaumesnil Écartelé : au premier d'azur au chevron d'argent accompagné de trois besants d'or en pointe, au deuxième de gueules au deux fasces d'argent chargées la première de trois mouchetures d'hermines, la seconde de deux, au troisième d'argent à la fasce de gueules surmontée d'un lambel du même, au quatrième d'azur au coeur enflammé d'or, au filet en croix d'argent brchant sur la partition, la traverse chargée de l'inscription BEAUMESNIL en lettres capitales de sable (inquartato: nel 1° d'azzurro, allo scaglione d'argento, accompagnato da tre bisanti male ordinati in punta; nel 2° di rosso, a due fasce d'argento caricate la prima da tre moscature d'armellino e la seconda da due; nel 3° d'argento, alla fascia di rosso sormontata da un lambello dello stesso; nel 4° d'azzurro, al cuore infiammato d'oro; al filetto in croce d'argento attraversante sulla partizione, con la traversa caricata dall'iscrizione BEAUMESNIL in lettere maiuscole di nero) |
|        | Beaumont-le-Roger D'azur semis de fleurs de lis d'or au lambel de quatre pendants d'argent brochant en chef sur le tout (d'azzurro seminato di gigli d'oro, al lambello d'argento di quattro pendenti posto in capo) |
|        | Beaumontel Coupé, au premier de gueules à l'inscription BEAUMONTEL surmontée à dextre de la date 1668 et à senestre de la date 1405, en lettres capitales, le tout d'or, au second parti, au premier d'argent à la bande de gueules, au second d'or au lion de gueules, enté en pointe du même (troncato: nel 1° di rosso, con l'iscrizione BEAUMONTEL sormontata a destra dalla data 1668 e a sinistra dalla data 1405, in lettere maiuscole, il tutto d'oro; nel 2° partito: nel I d'argento, alla banda di rosso, nel II d'oro, al leone di rosso, innestato in punta dello stesso) |
|        | Bérengeville-la-Campagne D'azur à trois croissants d'argent (d'azzurro, a tre crescenti montanti d'argento) |
|        | Bernay Parti d'azur et de gueules au lion d'or brochant sur le tout (partito d'azzurro e di rosso, al leone d'oro attraversante sul tutto) |
|        | Beuzeville De gueules à la tour d'argent crénelée de cinq pièces, aux deux léopards d'or passant l'un sur l'autre brochant sur le tout (di rosso, alla torre d'argento merlata di cinque pezzi, a due leopardi d'oro, passanti l'uno sull'altro, attraversanti sul tutto) |
|        | Bézu-Saint-Éloi Parti, au premier d'hermine, au second d'azur à une crosse d'or, au chef de gueules chargé d'un léopard d'or accosté de deux fers à cheval du même cloutés de sable (partito: nel 1º d'armellino; nel 2º d'azzurro, al pastorale d'oro; al capo di rosso, caricato di un leopardo, d'oro accostato da due ferri di cavallo dello stesso, chiodati di nero) |
|        | La Boissière D'azur à deux cors en chef, celui de dextre contourné et une coquille en pointe, le tout d'argent (d'azzurro, a due corni in capo, quello di destra rivoltato, e a una conchiglia in punta, il tutto d'argento) |
|        | La Bonneville-sur-Iton D'or au boeuf de gueules (d'oro, al bove di rosso) |
|        | Le Bosc-Roger-en-Roumois De gueules aux trois molettes d'argent, au chef du même chargé d'un lion léopardé de sable (di rosso, a tre rotelle di sperone d'argento; al capo dello stesso, caricato di un leone leopardito di nero) |
|        | Le Boulay-Morin D'argent au chevron de gueules chargé de trois besants d'or, accompagné en chef de deux maillets du second et en pointe d'un bouleau de sinople (d'argento, allo scaglione di rosso, caricato di tre bisanti d'oro, accompagnato in capo da due maglietti del secondo e in punta da una betulla di verde) |
|        | Bourg-Achard De gueules à la croix d'argent, cantonnée de quatre molettes d'éperon du même remplies d'azur (di rosso, alla croce d'argento accantonata da quattro rotelle di sperone dello stesso, riempite d'azzurro) |
|        | Bourgtheroulde-Infreville D'azur au chevron d'argent accompagné de trois têtes de léopard d'or (d'azzurro, allo scaglione d'argento accompagnato da tre teste di leopardo d'oro) |
|        | Bournainville-Faverolles D'or au lion de sable, couronné du même, lampassé de gueules, soutenue de la date 1660 aussi de sable (d'oro, al leone coronato di nero, lampassato di rosso, sostenuto dalla data 1660 pure di nero) |
|        | Breteuil Losangé d'or et de gueules, au chef d'azur chargé de trois fleurs de lys d'or (losangato d'oro e di rosso; al capo d'azzurro, caricato di tre gigli d'oro) |
|        | Breuilpont D'hermine aux trois quintefeuilles d'or (d'armellino, a tre quintefoglie d'oro) |
|        | Broglie D'or au sautoir ancré d'azur (d'oro, alla croce di Sant'Andrea ancorata d'azzurro) |
|        | Bus-Saint-Rémy d'azur à la croix d'or cantonnée de quatre besants du même (d'azzurro, alla croce d'oro accantonata da quattro bisanti) |
|        | Canappeville d'azur à la fasce d'argent chargée d'une aigle de sable, accompagnée en chef de deux gerbes de blé et en pointe d'un arbre arraché, le tout d'argent (d'azzurro, alla fascia d'argento, caricata di un'aquila di nero, accompagnata in capo da due covoni di spighe e in punta da un albero sradicato, il tutto d'argento) |
|        | Caugé de gueules à la bande d'argent chargé d'une aigle de sable (di rosso, alla banda d'argento caricata di un'aquila di nero) |
|        | Champ-Dolent d'argent à l'arbre de sinople sur une terrasse du même, au sanglier de sable, allumé et défendu du champ, brochant sur le fût de l'arbre (d'argento, all'albero di verde su una terrazza dello stesso, al cinghiale di nero, illuminato e difeso del campo, attraversante sul fusto dell'albero) |
|        | La Chapelle-Réanville xxx (xxx) |
|        | Charleval de gueules à un château donjonné de trois pièces d'argent (di rosso, al castello torricellato di tre pezzi d'argento) |
|        | Château-sur-Epte d'azur au chevron d'or cantonné de quatre croisettes ancrées du même (d'azzurro, allo scaglione d'oro accostato da tre crocette ancorate dello stesso) |
|        | Cierrey de sinople aux deux épées d'argent passées en sautoir, cantonnées de trois mitres d'or, une en chef et les deux autres aux flancs (di verde, a due spade d'argento poste in decusse, accostate da tre mitrie d'oro, una in capo e due ai fianchi) |
|        | Claville de sinople aux trois carreaux d'or mis en losange (di verde, a tre quadrati d'oro posti a losanga) |
|        | Conches-en-Ouche d'or à la bande d'azur chargé de trois coquilles d'argent (d'oro, alla banda d'azzurro caricata da tre conchiglie d'argento) |
|        | Cormeilles de gueules au cerf d'or (di rosso, al cervo d'oro) |
|        | Courcelles-sur-Seine d'argent à trois fleurs de lys d'azur, au bâton en bande de gueules brochant sur le tout (d'argento, a tre gigli d'azzurro, al bastone di rosso posto in banda attraversante sul tutto) |
|        | Les Damps d'or à une bande ondée d'azur, accompagnée en chef d'une feuille de tabac de sinople et en pointe d'un léopard de gueules (d'oro, alla banda ondata d'azzurro, accompagnata in capo da una foglia di tabacco di verde e in punta da un leopardo di rosso) |
|        | Damville D'or à la croix de gueules cantonnée de douze alérions d'azur ordonnés 2 et 2 (d'oro, alla croce di rosso, accantonata da sedici alerioni d'azzurro ordinati 2 e 2 (di Montmorency) |
|        | Dardez d'azur à cinq épis d'orge ordonnés 2 et 3, accompagnés d'un soleil mouvant de l'angle senestre du chef, le tout d'or, au chef de gueules chargé d'un léopard aussi d'or (d'azzurro, a cinque spighe d'orzo ordinate 2 e 3, accompagnate da un sole movente dall'angolo sinistro del capo, il tutto d'oro; al capo di rosso, caricato da un leopardo pure d'oro) |
|        | Écos d'or à deux fasces d'azur, accompagnées de neuf coquilles de gueules posées en orle 4, 2 et 3. (d'oro, a due fasce d'azzurro, accompagnate da nove conchiglie di rosso poste in orlo 4, 2, 3) |
|        | Écouis d'azur à deux fasces d'argent (d'azzurro a due fasce d'argento) |
|        | Épaignes de gueules à la barre d'argent chargée de trois pommes du champ, tigées et feuillées de deux pièces de sinople, accompagnée en chef d'un épi de blé feuillé de deux pièces, et en pointe d'une branche de gui posée en barre, le tout d'or (di rosso, alla sbarra d'argento, caricata di tre mele del campo, fustate e fogliate di due pezzi di verde, accompagnata in capo da una spiga di grano fogliata di due pezzi e in punta da un ramo di vischio posta in sbarra, il tutto d'oro) |
|        | Les Essarts de gueules au chevron d'or (di rosso, allo scaglione d'oro) |
|        | Étrépagny parti, au premier d'argent à la lettre E capitale de gueules, au second d'azur semé de fleurs de lys d'or, au bâton péri d'argent surmonté d'un lambel du même, brochant sur le tout (partito: nel 1° d'argento, alla lettera E maiuscola di rosso; nel 2° d'azzurro seminato di gigli d'oro, al bastone scorciato d'argento, sormontato da un lambello dello stesso attraversante sul tutto) |
|        | Évreux D'azur, à trois fleurs de lis d'or, au bâton componé d'argent et de gueules brochant sur le tout (d'azzurro, a tre gigli d'oro, al bastone composto d'argento e di rosso attraversante sul tutto) |
|        | Ézy-sur-Eure d'argent au lion de sable, armé et lampassé de gueules (d'argento, al leone di nero, armato e lampassato di rosso) |
|        | Fleury-sur-Andelle d'azur à la fasce de gueules chargée de cinq flammes d'or ordonnées 2 et 3, surmontée de deux étoiles du même rangées en chef (d'azzurro, alla fascia di rosso caricata di cinque fiamme d'oro ordinate 2 e 3, sormontata da due stelle dello stesso ordinate nel capo) |
|        | Gaillon de gueules à la tour d'or ouverte et maçonnée de sable (di rosso, alla torre d'oro aperta e murata di nero) |
|        | Gasny tranché d'azur et de gueules au bâton en bande déjoint d'argent, à la crosse d'or brochant en barre sur le tout, accompagnée au flanc dextre d'une palme contournée, au flanc senestre d'une fleur de lis et en pointe d'un léopard, le tout d'or (trinciato d'azzurro e di rosso, al bastone disgiunto d'argento, posto in banda, alla croce pastorale d'oro attraversante in sbarra sul tutto, accompagnata nel fianco destro da una palma rivoltata, nel fianco sinistro da un giglio e in punta da un leopardo, il tutto d'oro) |
|        | Gauciel d'azur à la croix estrée d'or, chargée du nom « Gauciel » en lettres gothiques de sable, cantonnée de quatre clefs aussi d'or (d'azzurro, alla croce diminuita d'oro, caricata dal nome « Gauciel » in lettere gotiche di nero, accantonata da quattro chiavi pure d'oro) |
|        | Gauville-la-Campagne d'or au sautoir d'azur chargé d'une tour d'argent et cantonné de quatre roses de gueules (d'oro, al decusse d'azzurro caricato da una torre d'argento, accantonato da quattro rose di rosso) |
|        | Gisors De gueules, à la croix engrêlée d'or, au chef d'azur, chargé de trois fleurs de lis d'or. (di rosso, alla croce scanalata d'oro, al capo d'azzurro, caricato di tre gigli d'oro) |
|        | Glisolles taillé, au premier de gueules au léopard d'or, au second de sinople aux tiges passées en sautoir, à la barre d'or chargée de trois sapins arrachés de sinople brochant sur la partition (tagliato, nel 1° di rosso al leopardo d'oro; nel 2° di verde a due spighe pure d'oro passate in decusse; alla sbarra d'oro, caricata da tre abeti sradicati di verde, attraversante sulla partizione) |
|        | Grossœuvre de gueules à la croix échiquetée d'argent et de sable, cantonnée au premier et au quatrième d'une roue dentée de huit pièces d'or, au deuxième et au troisième d'une charrue à roues du même (di rosso, alla croce scaccata d'argento e di nero, accantonata nel 1° e nel 4° da una ruota dentata di otto pezzi d'oro, nel 2° e nel 3° da un aratro a ruote dello stesso) |
|        | Guichainville de sinople à la fasce d'argent chargée de trois fleurs de lis de gueules, accompagnée de trois molettes, deux en chef et une en pointe (di verde, alla fascia d'argento, caricata da tre gigli di rosso, accompagnata da tre rotelle di sperone d'oro, due in capo e una in punta) |
|        | La Guéroulde de gueules au chevron d'or, chargé d'une croisette latine de sable, accompagné en chef de deux anilles aussi d'or et en pointe d'une gerbe de blé du même liée de sable (di rosso, allo scaglione d'oro, caricato da una crocetta latina di nero, accompagnato in capo da due ferri d'ancoraggio pure d'oro e in punta da un covone di grano dello stesso legato di nero) |
|        | L'Habit de gueules au chevron d'or, cantonné de trois roses d'argent (di rosso, allo scaglione d'oro, accantonato da tre rose d'argento) |
|        | Harcourt de gueules aux deux fasces d'or (di rosso, a due fasce d'oro) |
|        | Hauville D'azur au moulin a vent d'argent maçonné de sable, chaussé aussi d'argent semé de pommes de gueules. (d'azzurro, al mulino a vento d'argento murato di nero, calzato d'argento seminato di mele di rosso) |
|        | Herqueville d'azur au sautoir d'or chargé d'une mâcle de gueules, accompagné de trois merlettes aussi d'or et en pointe d'un porc-épic d'argent (d'azzurro, alla croce di Sant'Andrea d'oro caricata da una losanga forata di rosso, accompagnata da tre merlotti pure d'oro e in punta da un porcospino d'argento) |
|        | Heudreville-sur-Eure fascé d'argent et de gueules au lion d'or brochant sur le tout (fasciato d'argento e di rosso, al leone d'oro attraversante sul tutto) |
|        | Huest d'azur à la croix latine alésée de gueules, cantonnée au premier et au quatrième de deux fleurs de lis d'or, au deuxième et au troisième de deux épis de blé posés en barre du même (d'azzurro, alla croce latina scorciata di rosso, accantonata nel 1° e 4° da due gigli d'oro, nel 2° e 3° da due spighe di grano, poste in sbarra, dello stesso) |
|        | Ivry-la-Bataille d'or au trois chevrons de gueules (d'oro, a tre scaglioni di rosso) |
|        | Launay d'argent au chevron de gueules, cantonné de trois merlettes de sable (d'argento, allos caglione di rosso, accostato a tre merlotti di nero) |
|        | Lieurey d'azur à la croix cousue de gueules cantonnée de quatre molettes d'or (d'azzurro, alla croce cucita di rosso, accantonata da quattro rotelle di sperone d'oro) |
|        | Louviers Parti, au 1) d'azur à une lettre L majuscule fleuronnée d'argent enfilée dans une couronne ducale d'or, au 2) aussi d'azur à un lion d'or et à la bordure de gueules chargée de huit besants d'argent (var: chargée de douze besants d'argent) (partito: nel 1° d'azzurro, alla lettera L maiuscola gigliata d'argento infilata in una corona ducale d'oro; nel 2° pure d'azzurro, al leone d'oro e con la bordura di rosso caricata di otto (variante: dodici) bisanti d'argento) |
|        | Ménilles de gueules aux six billettes d'or ordonnées 3, 2, 1 (di rosso, a sei plinti d'oro ordinati 3, 2, 1) |
|        | Montfort-sur-Risle de gueules au sautoir d'or (di rosso, alla croce di Sant'Andrea d'oro) |
|        | Muids d'argent à la fasce de sable, au chef de sinople chargé d'un croissant d'or accosté de deux feuilles de chêne du même (d'argento, alla fascia di nero; al capo di verde caricato da un crescente d'oro accostato da due foglie di quercia dello stesso) |
|        | Nassandres parti, au premier d'or au lion de sable, au chef d'azur chargé de trois fleurs de lis d'argent, au deuxième d'azur à la fleur de lis d'or (partito: nel 1° d'oro, al leone di nero, al capo d'azzurro caricato di tre gigli d'argento; nel 2° d'azzurro, al giglio d'oro) |
|        | Le Neubourg bandé d'or et de gueules (bandato d'oro e di rosso) |
|        | La Neuville-du-Bosc d'azur semé de billettes d'or, au lion du même brochant sur le tout (d'azzurro plintato d'oro, al leone dello stesso attraversante sul tutto) |
|        | Nonancourt parti, au premier d'or à une étoile de sable accompagnée de trois besants de gueules, au second d'azur à trois fleurs de lys d'or (partito: nel 1° d'oro, alla stella di nero accompagnata da tre torte di rosso; nel 2° d'azzurro, a tre gigli d'oro (di Francia)) |
|        | Orvaux d'argent à un écusson de sinople accompagné de trois lionceaux de gueules tenant entre leurs pattes antérieures trois trèfles aussi de sinople, au chef palé d'or et de gueules de quatre pièces, chargées celles d'or de deux feuilles de chêne de sinople et celles de gueules de deux épis de blé tigés et feuillés de deux pièces aussi d'or (d'argento, allo scudetto di verde accompagnato da tre lioncelli di rosso, tenenti nelle branche anteriori tre trifogli pure di verde, al capo palato d'oro e di rosso di quattro pezzi, caricato sull'oro da due foglie di quercia di verde e sul rosso da due spighe di grano fustate e fogliate di due pezzi pure d'oro) |
|        | Pacy-sur-Eure D'argent à une rose de gueules (d'argento, alla rosa di rosso) |
|        | Pîtres de gueules à trois pals alésés d'or, au chef cousu d'azur chargé de deux étoiles d'argent (di rosso, a tre pali scorciati aguzzati d'oro ordinati in fascia; al capo cucito d'azzurro, caricato da due stelle d'argento) |
|        | Pont-Audemer de gueules au pont de trois arches d'argent sur une rivière du même mouvant de la pointe, au chef cousu d'azur chargé de trois fleurs de lys d'or (di rosso, al ponte di tre archi d'argento, su un fiume dello stesso movente dalla punta, col capo cucito d'azzurro caricato di tre gigli d'oro) |
|        | Pont-de-l'Arche De gueules, à un pont de trois arches d'argent, mouvant d'une mer de sinople, chargé d'une croix latine d'or sur le milieu, et de deux tours d'argent couvertes aux deux extrémités, au chef d'azur, chargé de trois fleurs de lis d'or (di rosso, al ponte di tre archi d'argento, movente da un mare di verde, caricato da una croce latina d'oro su quello centrale, e due torri d'argento coperte alle due estremità; al capo d'azzurro, caricato di tre gigli d'oro) |
|        | Quillebeuf-sur-Seine de gueules au boeuf d'or, surmonté de trois fleurs de lis du même (di rosso, al bove d'oro sormontato da tre gigli dello stesso ordinati in fascia) |
|        | Routot de sable au chevron abaissé d'argent, accompagne en chef d'une étoile du même, flanquée de deux épis d'or, et en pointe d'un boisseau du même (di nero, allo scaglione abbassato d'argento, accompagnato in capo da una stella dello stesso e in punta da una botte d'oro, accostato da due spighe dello stesso) |
|        | Rugles d'argent aux trois quintefeuilles de gueules (d'argento a tre quintefoglie di rosso) |
|        | Saint-André-de-l'Eure écartelé, au premier et au troisième d'azur aux trois fleurs de lys, deux en chef et une en pointe à dextre, au deuxième et au quatrième d'argent à la cotice en barre de sable, un filet en croix d'or brochant sur la partition ; sur le tout de sable plain (inquartato: nel 1° e 4° d'azzurro, a tre gigli d'oro, due in capo e uno in punta a destra; nel 2° e 3° d'argento, alla cotissa in sbarra di nero; un filetto in croce d'oro attraversante sulla partizione; sul tutto di nero pieno) |
|        | Saint-André-de-l'Eure écartelé, au premier et au troisième palé de gueules et de sinople, au deuxième et au quatrième d'argent au lion d'or ; sur le tout d'or plain (inquartato: nel 1° e 4° palato di rosso e di verde; nel 2° e 3° d'argento, al leone d'oro; sul tutto d'oro pieno) |
|        | Saint-Georges-du-Vièvre - (-) |
|        | Saint-Germain-sur-Avre d'azur à l'étai accompagné de deux flanquis en chef et d'une gerbe de blé en pointe, le tout d'or, à la bordure d'argent chargée de huit besants de gueules (d'azzurro, allo scaglione ristretto accompagnato da due crocette in decusse in capo e da un covone di grano in punta, il tutto d'oro; alla bordura d'argento caricata da otto torte di rosso) |
|        | Saint-Marcel parti : au premier, de gueules à deux léopards d'or l'un sur l'autre, au second d'argent, coupé, au premier à la grappe de raisin pamprée, adextrée de trois cerises feuillées de deux pièces, le tout au naturel, au second à l'église du lieu soudée d'or, essorée et ouverte de sable, aux quatre arbres de sinople dont trois brochant sur la façade de l'église et le quatrième la jouxtant à senestre, le tout sur une champagne du même (partito semitroncato: nel 1° di rosso, a due leopardi d'oro l'uno sull'altro; nel 2° d'argento, al grappolo di vite d'oro pampinosa di verde, addestrato da tre ciliegie di rosso, fogliate di due pezzi di verde; nel 3° d'argento, alla chiesa locale saldata d'oro, coperta e aperta di nero, con quattro alberi di verde, tre dei quali attraversanti sulla facciata della chiesa e uno che la costeggia a sinistra, il tutto su una campagna dello stesso)                                                                   |
|        | Saint-Ouen-du-Tilleul écartelé, au premier et au quatrième d'azur à la bande d'argent chargée de cinq losanges aboutées de gueules, accompagnée de deux molettes d'or, au deuxième et au troisième d'argent à deux fasces de gueules (inquartato: nel 1° e 4° d'azzuro, alla banda d'argento caricata da cinque losanghe attestate di rosso, accompagnata da due rotelle di sperone d'oro; nel 2° e 3° d'argento, a due fasce di rosso) |
|        | Saint-Pierre-d'Autils d'azur, aux deux clefs d'argent passées en sautoir, cantonnées de deux fleurs de lys d'or, une en chef et une en pointe, et de deux grappes de raisins du même aux flancs (d'azzurro, a due chiavi d'argento passate in croce di Sant'Andrea, accantonate da due gigli d'oro, uno in capo e uno in punta, e da due grappoli d'uva dello stesso nei fianchi) |
|        | Saint-Pierre-de-Bailleul de gueules à la clef d'or et à l'épée haute du même, posées en sautoir, cantonnées de trois fleurs de lys d'argent en chef et aux flancs et d'une grappe de raisin tigée et feuillée au naturel en pointe (di rosso, alla chiave d'oro e alla spada alzata dello stesso, poste in decusse, accantonate da tre gigli d'argento in capo e nei fianchi e da un grappolo d'uva fustato e fogliato al naturale in punta) |
|        | Saint-Pierre-des-Fleurs d'azur aux deux clefs d'or passées en sautoir, au chef d'argent chargé de trois roses de gueules (d'azzurro, a due chiavi d'oro passate in decusse; al capo d'argento caricato di tre rose di rosso) |
|        | Sainte-Geneviève-lès-Gasny d'argent à trois merlettes de sable, à la bordure de gueules (d'argento, a tre merlotti di nero, alla bordura di rosso) |
|        | Serquigny écartelé, au premier et au quatrième de gueules au deux léopards d'or passant l'un sur l'autre, au deuxième d'or à deux fasces de gueules, au troisième d'or à trois chevrons de gueules (inquartato: nel 1° e 4° di rosso, a due leopardi d'oro passanti l'uno sull'altro; nel 2° d'oro, a due fasce di rosso; nel 3° d'oro, a tre scaglioni di rosso) |
|        | Thiberville de sinople à un badelaire d'or (di verde, alla scimitarra d'oro) |
|        | Le Thil d'argent à la croix fleurdelysée d'azur, chargée d'un fer de lance d'or, au chef aussi d'azur chargé d'un fer à cheval du champ clouté de sable, accompagné de deux merlettes affrontées aussi d'or (d'argento, alla croce fiordalisata d'azzurro, caricata da un ferro di lancia d'oro; al capo pure d'azzurro, caricato da un ferro di cavallo del campo chiodato di nero, accompagnato da due merlotti affrontati pure d'oro) |
|        | Le Thuit-Signol d'or, au lion d'azur armé et lampassé de gueules (d'oro, al leone d'azzurro armato e lampassato di rosso) |
|        | Le Thuit-Simer d'or aux deux bandes de gueules, à un lion d'azur brochant sur le tout, à la filière soudée d'argent (d'oro, a due bande di rosso, al leone d'azzurro attraversante sul tutto, alla filiera saldata d'argento) |
|        | Tillières-sur-Avre d'argent à la bande d'azur chargée de trois billettes d'or et accompagnée de deux lions de gueules, celui de la pointe contourné (d'argento, alla banda d'azzurro, caricata di tre plinti d'oro, e accompagnata da due leoni di rosso, quello in punta rivoltato) |
|        | Tourville-la-Campagne d'azur au chevron d'or, cantonné en chef de deux coquilles d'argent et en pointe d'une tour du même (d'azzurro, allo scaglione d'oro, accompagnato in capo da due conchiglie d'argento e in punta da una torre dello stesso) |
|        | Le Val-David d'argent à la fasce de gueules, accompagnée en chef de trois merlettes de sable et en pointe d'une aigle d'azur (d'argento, alla fascia di rosso, accompagnata in capo da tre merlotti di nero e in punta da un'aquila d'azzurro) |
|        | Vandrimare d'azur au chevron d'argent, accompagné en chef de deux merlettes affrontées d'or et en pointe d'une rose tigée et feuillée du même, à la filière aussi d'argent (d'azzurro, allo scaglione d'argento, accompagnato in capo da due merlotti affrontati d'oro e in punta da una rosa rustafa e fogliata dello stesso, alla filiera d'argento) |
|        | Vaux-sur-Eure d'argent au chevron de gueules cantonnée de trois quintefeuilles du même (d'argento, allo scaglione di rosso accompagnato da tre cinquefoglie dello stesso) |
|        | Le Vaudreuil D'azur à la fasce ondée d'argent, surmontée de trois fleurs de lys d'or et soutenue d'un arc couché du même, à la flèche ajustée d'argent (d'azzurro, alla fascia ondata d'argento, sormontata da tre gigli d'oro ordinati in fascia e sostenuta da un arco teso coricato dello stesso, con la freccia incoccata d'argento) |
|        | Venables d'azur à deux fasces d'argent, surmontée de trois étoiles d'or rangées en chef (d'azzurro, a due fasce d'argento, sormontate da tre stelle d'oro ordinate nel capo) |
|        | Verneuil-sur-Avre parti, au premier d'or au lion de gueules au chef d'azur chargé de trois fleurs de lys du champ, au second d'azur à la fleur de lys d'or (partito: nel 1° d'oro, al leone di rosso, al capo d'azzurro caricato di tre gigli del campo; nel 2° d'azzurro, al giglio d'oro) |
|        | Vernon D'argent à trois bottes de cresson liées d'or, au chef d'azur chargé de trois fleurs de lis d'or (d'argento, a tre mazzi di crescione di verde legati d'oro, al capo d'azzurro, caricato di tre gigli d'oro) |
|        | Le Vieil-Évreux de gueules à la bande d'or chargée de trois étoiles d'azur, accompagnée de deux colombes d'argent tenant dans leur bec un rameau d'olivier du même (di rosso, alla banda d'oro, caricata da tre stelle d'azzurro, accompagnata da due colombe d'argento tenenti nel becco un ramo d'olivo dello stesso) |
|        | Villers-sur-le-Roule d'azur au lion d'or, armé et lampassé de gueules, allumé de sable, au chevron d'argent chargé de trois paires de cerises aussi de gueules tigées et feuillées de sinople, brocahnt sur le tout (d'azzurro, al leone d'oro, armato e lampassato di rosso, illuminato di nero, allo scaglione d'argento, caricato da tre paia di ciliegie pure di rosso, fustate e fogliate di verde, attraversante sul tutto) |